# 米津響
米津 響（よねづ ひびき、1979年9月7日 - ）は、日本のAV女優。

## 略歴・人物
趣味は旅行・ジムで体を動かす事・テニス、特技はヨガ（インストラクター資格有）。
2020年3月、マドンナ専属女優としてAVデビュー。所属事務所はC-more エンターテイメント。
2020年5月をもって専属を離れ、企画単体女優として活動。
2021年2月に公式ツイッターが削除され、後に所属事務所の公式サイトからプロフィールが削除される。
2021年7月1日、新たにツイッターを開始し「桜木響（さくらぎ ひびき）」に改名したことを報告。LIGHT所属となるが、7月31日に事務所を退所することと今後については未定と発表。間もなく「HIBIKI」として個人での活動を開始。
2022年7月23日、ツイッターにてファンスタープロモーションに所属し「中谷響（なかたに ひびき）」に改名したことを発表。

## 出演作品

### アダルトDVD
2020年
- The BEAUTIFUL WIFE 02 米津響 40歳 AV debut!!（3月7日、マドンナ）
- 妻と間違えて妻の姉を抱いてしまったあの日から…。（4月7日、マドンナ）
- 「おばさん、お先にお風呂、いただくわね…。」 友人の母親の『ヒトコト』が心に刺さった二日間―。（5月7日、マドンナ）
- 超高級中出し専門熟女ソープでこっそり働く嫁の母 「家族のみんなには内緒にしてね…」（6月7日、ヴィーナス）
- マジックミラー号 お盆特別編 「主人が死んでから一度もシてないんです…」 夫を亡くした喪服未亡人をミラー号内で身の上相談 欲求不満な若妻を優しく愛撫し獣の様に求め合う連続中出しSEX!!（8月13日、SODクリエイト）※「大沼美希」名義
- ザ・面接 VOL.166 ソーシャルディスタンス 大性交（9月30日（レンタル）/11月27日（セル）、アテナ映像）
- 顔出し解禁!! マジックミラー便 全員38歳over! 年齢を感じさせない美しい人妻さん 初めての公開ディープキス編 vol.07 若い男子との濃厚接吻で久しぶりに熱くトロけてしまったオマ○コは青年の硬いデカチ○ポが欲しくてたまらない!! in白金&銀座 10人全員SEXスペシャル!!（10月19日、ディープス）
- 寝込みを襲われた民宿のおかみ 2 快楽堕ちした熟女の膣奥に濃厚射精（11月10日、ホットエンターテイメント）
- おしゃれマスク熟女ナンパ 美意識高めおばさんは性欲も高め!? 美熟女限定 生ハメSEX（12月4日、クリスタル映像）
- 思春期息子の体験談 いやらしい母ちゃん。 3 〜母ちゃんが他人に抱かれているのを見てなぜか嫉妬した僕〜（12月25日、ながえスタイル）

2021年
- お色気P●A会長と悪ガキ生徒会（1月7日、グローリークエスト）
- パンストの破れた穴からパンティずらして強制挿入!卑猥な言葉で誘惑し騎乗位で中出しさせる痴女（1月21日、グローリークエスト）
- おしっこ114連発 98人（9月2日、グローリークエスト）

2023年
- 顔・スタイル・感度・すべてがウルトラAの五十路妻がAVデビュー!（1月3日、ルビー）
- 母子交尾 【小野上温泉路】（4月4日、ルビー）
- 水上温泉で我々を待っていたのはすべてがレベルAの女将さん（5月16日、ルビー）

### ネット配信
- 夫が死にました。私を激しく抱いてください。（2020年7月8日、SODクリエイト）※「大沼美希」名義

### デジタル写真集
- マスク熟女ナンパ生ハメSEX! Episode.01（2021年7月2日、クリスタル映像）

## 掲載

### 雑誌
- That's DAN 2020年8月号（メディアソフト） - 表紙、付録DVD出演[6]